# Leptolpium prospaeum
Leptolpium prospaeum es una especie de arácnido del orden Pseudoscorpionida de la familia Olpiidae.

## Distribución geográfica
Se encuentra en las Antillas Neerlandesas.